# Ees

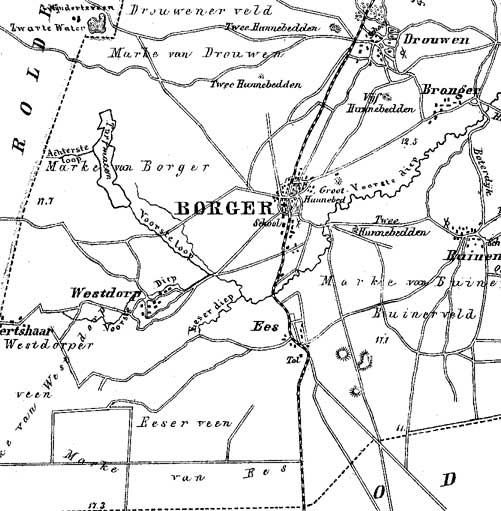
Ees en omgeving
uit: Gemeente Atlas van Nederland, J. Kuyper 1865-1870

Ees is een klein dorp in de gemeente Borger-Odoorn, provincie Drenthe (Nederland); het dorp ligt in de nabijheid van Borger en ongeveer 17 kilometer ten noorden van Emmen. Ees had (volgens informatie van de gemeente Borger-Odoorn) op 1 januari 2023 335 inwoners.

## Ontstaan
Ees (vroeger ook wel Eest genoemd) is net als de andere esdorpen binnen de gemeente Borger-Odoorn ontstaan in de vroege Middeleeuwen. De nederzetting Ees kon ooit gesticht worden omdat alle noodzakelijke elementen beschikbaar waren: hooggelegen gronden voor de es (akkerlanden), een riviertje (het Voorste Diep) voor grasland en voldoende hei (voor het houden van schapen), bos en veen.

## Agrarisch karakter
In 1832 telde Ees zo'n twintig boerderijen met totaal 161 inwoners (het betrof uitsluitend een agrarische bevolking, te weten boeren en één schaapherder). Vergeleken met 1832 is het inwonertal meer dan verdubbeld.

## Veranderingen in de tweede helft van de 20e eeuw
Door de veranderingen in de landbouw (mechanisatie en schaalvergroting) veranderde geleidelijk het typische esdorp-karakter van Ees. De werkgelegenheid in de landbouw nam af. De uitbreiding van Ees (voornamelijk na de Tweede Wereldoorlog) had vooral te maken met interesse vanuit de toeristische sector voor Drenthe. Deze belangstelling ging ook niet aan Ees voorbij. Door de vestiging van een vakantiepark bij het dorp ontstond er meer en meer een gevarieerde bedrijvigheid. Bovendien werden de Drentse dorpen op de Hondsrug aantrekkelijke woongebieden voor forenzen. Een andere recente ontwikkeling is het zogenaamde 'drentenieren' (gepensioneerden uit andere delen van het land vestigen zich in de Drentse zanddorpen). Door deze genoemde ontwikkelingen valt ook de toename van het inwonertal van Ees te verklaren.

## Sport
Voetbal
EEC is de voetbalclub van Ees.
Golf
Country Golf Ees, een 18-holes par 3 golfbaan met grote driving range. 